# بنكسية مثلومة الطرف
بنكسية مثلومة الطرف (الاسم العلمي: Banksia praemorsa) هي نوع نباتي يتبع جنس البنكسية من فصيلة البروطية.